# Lorna Forde
Pour les articles homonymes, voir Forde (homonymie).
Lorna Forde est une athlète barbadienne née le 24 juin 1952, spécialiste du sprint et en particulier du 400 mètres. 

## Carrière
En 1972 elle a fait partie des premières sportives barbadiennes à participer à des Jeux olympiques. Elle a obtenu son meilleur résultats aux Jeux en 1976, où elle était porte-drapeau de son pays, en étant éliminée en quarts de finale du 400 mètres. Entre 1975 et 1981 elle est régulièrement montée sur le podium des championnats des États-Unis sur sa distance de prédilection, le 400 mètres, dont deux fois à la première place. Lors de l'édition 1978, à Westwood, elle a pris le meilleur sur Patricia Jackson et Sharon Dabney, et battu le record de l'épreuve, en 51 s 04. Elle a ainsi établi un record de la Barbade qui tient toujours. En 2013, à plus de 60 ans, elle est toujours active, en étant sélectionnée pour les championnats du monde vétérans.

### Palmarès
| Date | Compétition                                 | Lieu      | Résultat | Discipline | Performance   |
| ---- | ------------------------------------------- | --------- | -------- | ---------- | ------------- |
| 1972 | Jeux olympiques                             | Munich    | séries   | 4 × 400 m  | 3 min 44 s 45 |
| 1973 | Championnats d'Am. centrale et des Caraïbes | Maracaibo | 3e       | 400 m      | 54 s 9        |
| 1973 | Championnats d'Am. centrale et des Caraïbes | Maracaibo | 2e       | 4 × 400 m  | 3 min 52 s 1  |
| 1975 | Championnats d'Am. centrale et des Caraïbes | Ponce     | 1re      | 200 m      | 24 s 3        |
| 1975 | Championnats d'Am. centrale et des Caraïbes | Ponce     | 2e       | 400 m      | 55 s 1        |
| 1975 | Jeux panaméricains                          | Mexico    | 3e       | 400 m      | 52 s 36 A     |
| 1976 | Jeux olympiques                             | Montréal  | séries   | 100 m      | 12 s 02       |
| 1976 | Jeux olympiques                             | Montréal  | quarts   | 400 m      | 53 s 62       |